# Усадище (Выборгский район)
Усадище (до 1948 — Кинтери, фин. Kinteri) — Деревня в Селезнёвском сельском поселении Выборгского района Ленинградской области.

## Название
Согласно постановлению общего собрания колхозников колхоза «Освобождённый труд» зимой 1948 года деревне Кинтери было выбрано новое наименование — Ключи. Однако, вскоре название поменяли на Калитка, а через несколько месяцев деревню переименовали в третий раз, теперь в Усадище.

## История

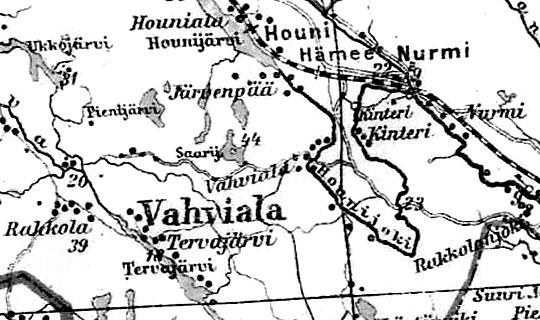
Деревня Кинтери на финской карте 1923 года

До 1939 года деревня Кинтери входила в состав волости Вахвиала Выборгской губернии Финляндской республики.
С 1 января 1940 года по 31 октября 1944 года — в составе Карело-Финской ССР.
С 1 июля 1941 года по 31 мая 1944 года — финская оккупация. 
С 1 ноября 1944 года в составе Вахвиальского сельсовета Выборгского района.
С 1 октября 1948 года в составе Яшинского сельсовета. В ходе укрупнения хозяйства к деревне были присоединены соседние селения: Ярвенпя 1-е, Ярвенпя 2-е, Нарва.
С 1 января 1949 года учитывается административными данными как деревня Усадище.
В 1961 году население деревни составляло 199 человек.
С 1 мая 1965 года в составе Кравцовского сельсовета.
Согласно административным данным 1966 года деревня Усадище входила в состав Кравцовского сельсовета.
Согласно данным 1973 и 1990 годов деревня Усадище входила в состав Селезнёвского сельсовета.
В 1997 году в деревне Усадище Селезнёвской волости проживали 38 человек, в 2002 году — 66 человек (русские — 85 %).
В 2007 году в деревне Усадище Селезнёвского СП проживали 25 человек, в 2010 году — 45 человек.

## География
Деревня находится в западной части района на автодороге 41К-413 (Селезнёво — Лужайка).
Расстояние до административного центра поселения — 16 км. 
Расстояние до ближайшей железнодорожной станции Лужайка — 3 км.
Через деревню протекает река Бусловка. 

## Демография
| 2007 | 2010 | 2017 | 2021 |
| ---- | ---- | ---- | ---- |
| 25   | ↗45  | ↘31  | ↗48  |

## Улицы
Апрельский проезд, Главная, Дальняя, Заречная, Лесная, Малый Усадебный проезд, Полевой проезд, Родниковая, Яшинское шоссе.